# Hanse (Schiff, 2000)
Die Hanse ist ein deutsches Lotsenstationsschiff. Eigner des Schiffes ist das Bundesministerium für Digitales und Verkehr. Betrieben wird es vom Lotsbetriebsverein e. V. Außenstelle Cuxhaven.
Die als SWATH-Schiff konzipierte Hanse wurde unter der Baunummer 6429 als Elbe auf der Abeking & Rasmussen Schiffs- und Yachtwerft in Lemwerder gebaut. Die Kiellegung fand am 7. Dezember 1998, der Stapellauf am 22. Mai 1999 statt. Die Fertigstellung des Schiffes erfolgte im Juli 2000.
Der Antrieb der Hanse erfolgt dieselelektrisch. Bei den Dieselgeneratoren handelt es sich um insgesamt vier Dieselmotoren. Die beiden elektrischen Fahrmotoren mit einer Leistung von je 1000 kW, die jeder auf einen Festpropeller wirken, sind von STN ATLAS Marine Electronics. Neben den vier Dieselgeneratoren verfügt das Schiff noch über einen Hilfsdiesel. Weiterhin verfügt es über ein Bugstrahlruder mit einer Leistung von 350 kW.
Das Schiff wurde im Jahr 2000 in Dienst gestellt. Seit September 2000 fungierte es als Stationsschiff auf der Lotsenstation Elbe. Es ersetzte die beiden Einrumpfschiffe Kommodore Ruser und Kommodore Rolin. Die Kommodore Ruser wurde zunächst noch als Ersatzschiff vorgehalten.
Im Jahr 2010 wurde das Schiff durch einen etwas größeren Neubau ersetzt, der ebenfalls den Namen Elbe trägt. Das Schiff wurde daher in Hanse umbenannt und steht seitdem als Ersatzschiff für die neue Elbe und die im Sommer 2010 in Dienst gestellt Weser zur Verfügung.
- siehe auch Swath-Lotsenversetzsystem